# A halál keresztútján
A halál keresztútján 1990-ben bemutatott amerikai neo-noir bűnügyi filmdráma, amelyet Joel Coen rendezett. A főbb szerepekben Gabriel Byrne, Marcia Gay Harden, John Turturro, Jon Polito, J. E. Freeman és Albert Finney látható.
Világpremierje 1990 szeptemberében volt a San Sebastián-i Nemzetközi Filmfesztiválon.

## Cselekmény
1929-ben Tom Reagan a város mindenható uránál, Leónál dolgozik, annak jobbkezeként. Titokban Leo barátnőjével, Vernával tart fenn szerelmi viszonyt. Leo háborúba keveredik egy feltörekvő gengszterrel, Johnny Casparral. Riválisa meg akar ölni egy piti bűnözőt, Bernie Bernbaumot: a gyilkosságra Leo nem adott engedélyt, mert Bernie mindig pontosan fizeti a járandóságokat, ezenkívül ő Verna testvére. A háború sokáig elhúzódik, mindkét fél szenved veszteségeket, és nem tudni, ki fog nyerni. 
Tom összeveszik Leóval és átpártol Johnnyhoz, aki Bernie megölésével bízza meg. Tom mégis életben hagyja őt, azzal a kikötéssel, hogy örökre eltűnik a városból. Titokban Tom azon mesterkedik, hogy Johnny elbukjon, Leo tudta nélkül mégis neki segít.

## Szereplők
| Szerep          | Színész           | Magyar hangja (1. szinkron, 1991) |
| --------------- | ----------------- | --------------------------------- |
| Tom Reagan      | Gabriel Byrne     | Gáti Oszkár                       |
| Verna           | Marcia Gay Harden | Udvaros Dorottya                  |
| Bernie Bernbaum | John Turturro     | Márton András                     |
| Buddy           | Lil Rel Howery    | Orosz Ákos                        |
| Johnny Caspar   | Jon Polito        | Kránitz Lajos                     |
| Leo             | Albert Finney     | Avar István                       |
| Frankie         | Mike Starr        | Benkóczy Zoltán                   |
| Tic-Tac         | Al Mancini        | Dobránszky Zoltán                 |
| Mink            | Steve Buscemi     | Lippai László                     |